# Cieneguillas de Guadalupe
Cieneguillas de Guadalupe är en ort i Mexiko, tillhörande kommunen Almoloya de Juárez i den västra delen av delstaten Mexiko, i den centrala delen av landet. Orten hade 3 089 invånare vid folkräkningen 2010.